# Margareta Haverman
Margareta Haverman (verheiratete Mondoteguy; * 1693 [getauft 28. Oktober 1693] in Breda; † vermutlich in Frankreich nach 1739) war eine niederländische Blumen- und Stilllebenmalerin.

## Leben
Haverman wurde 1693 in Breda als Tochter von Margaretha Schellinger und Daniel Haverman geboren und am 28. Oktober des Jahres lutherisch getauft. Ihr Vater war Hauptmann in der dänischen Armee und eröffnete später in Amsterdam eine „Schule für junge Herren“, so dass die Familie 1703 Breda verließ.
Durch Intervention ihres Vaters schaffte sie es, die einzige Schülerin des bekannten Stilllebenmalers Jan van Huysum zu werden, von dessen Arbeiten sie Kopien anfertigte. Ein niederländisches Kunstlexikon von 1751 berichtet, dass sie so talentiert war, dass van Huysum schon bald mehrfach versuchte, sie wieder loszuwerden, da sie ihn zu überflügeln drohte. Aufgrund eines nicht näher bezeichneten Skandals, der „ihren Vater ins Grab und die ganze Familie in den Ruin getrieben“ hatte – möglicherweise eine Liebesaffäre –, musste sie schließlich die Lehrstelle verlassen. Sie verheiratete sich in Amsterdam mit dem verwitweten Architekten und Kaufmann Jacques de Mondoteguy (auch: Mondotige, Monteguy) und zog mit ihm nach Paris, wo sie Anfang 1722 aufgrund eines von ihr vorgelegten Blumen- und Früchtestilleben an der Académie aufgenommen wurde. Da sie danach offenbar kein weiteres Bild vorweisen konnte, geriet sie in Verdacht, ein Bild von van Huysum als eigenes ausgegeben zu haben und wurde 1823 wieder entlassen.
Ihr weiteres Leben ist im französischen Kunstlexikon Bénezit dokumentiert, demzufolge sie mit ihrem Ehemann in dessen Heimatgemeinde Bayonne zog. Nach dem Tod von Mondoteguy 1739 verließ sie mit ihren Kindern Bayonne. Ihr Tod wird nach diesem Datum angenommen, es ist jedoch nicht bekannt, wo und wann sie gestorben ist. Bénézit nennt weitere Quellen, die unterschiedliche Daten angeben: Christian Kramm (De levens en werken der hollandsche en vlaamsche kunstschilders, beeldhouwers, graveurs en bouwmeesters) berichtet, dass sie 1750 noch gelebt habe. Bryan’s dictionary of painters and engravers nennt fälschlich 1720 als Geburtsdatum und ein unwahrscheinliches 1795 als Todesjahr.

## Werk
Nur zwei signierte Arbeiten von Havermann sind zuverlässig in die Gegenwart überliefert, eines davon im Metropolitan Museum of Art in New York, ein weiteres in der Dänischen Nationalgalerie. Weitere Gemälde sind in älteren Auktionskatalogen erwähnt, das Gesamtwerk dürfte jedoch recht klein sein, auch wenn ihr weitere Bilder zugeschrieben werden.

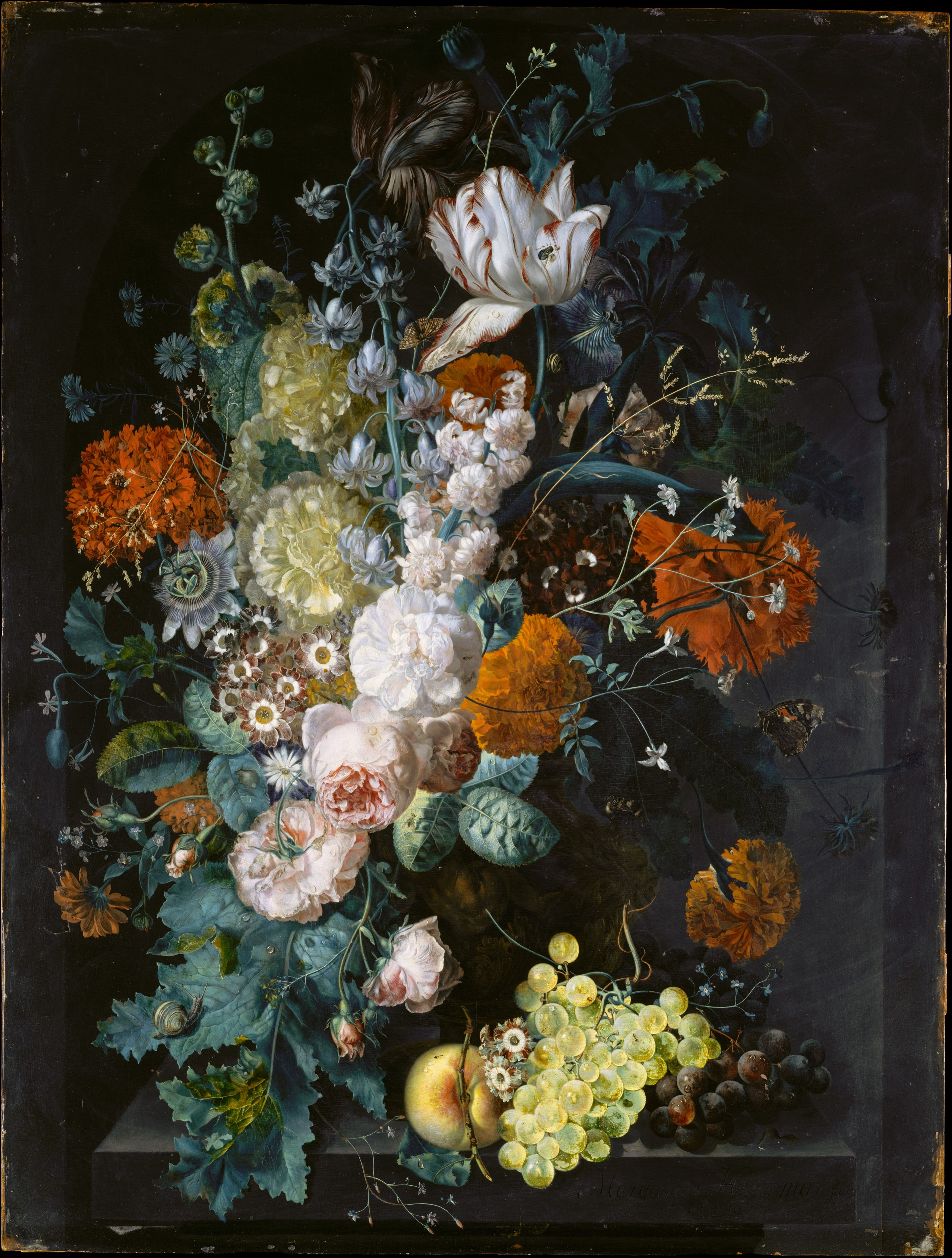
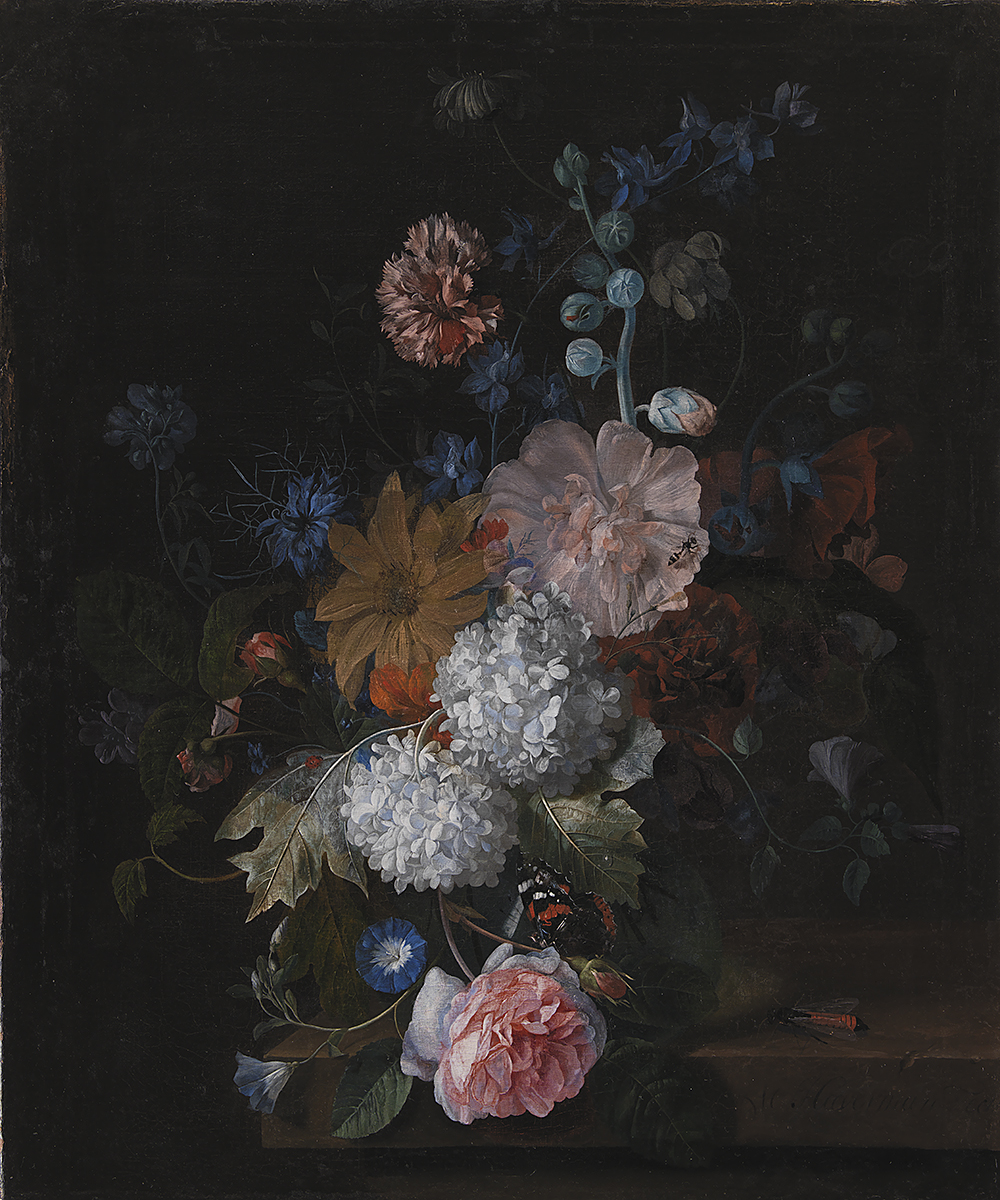